# Kirsty Yallop
Kirsty Lee Yallop (Auckland, 4 de novembro de 1986) é uma futebolista profissional neozelandesa que atua como meia.

## Carreira
Kirsty Yallop fez parte do elenco da Seleção Neozelandesa de Futebol Feminino, nas Olimpíadas de 2008, 2012 e 2016. 